# لاري سيدار
لاري سيدار (بالإنجليزية: Larry Cedar)‏ مواليد 6 مارس 1955 في لوس أنجلوس، كاليفورنيا، الولايات المتحدة، هو ممثل أمريكي بدأ مسيرته الفنية سنة 1978.

## الأعمال
- قسطنطين
- الخوف والبغض في لاس فيغاس
- هوليوودلاند
- الكنز الوطني: كتاب الأسرار
- بوسطن ليغال
- المسحورات
- كوميونتي
- أنقذه الجرس
- تلفزيون سكوير ون
- ستار تريك: ديب سبيس ناين

## روابط خارجية
- لاري سيدار على موقع IMDb (الإنجليزية)
- لاري سيدار على موقع ألو سيني (الفرنسية)
- لاري سيدار على موقع أول موفي (الإنجليزية)
- لاري سيدار على موقع قاعدة بيانات الأفلام السويدية (السويدية)
- لاري سيدار على موقع قاعدة بيانات الفيلم (الإنجليزية)
- لاري سيدار على موقع كينوبويسك (الروسية)